# Farida Sedoc
Farida Sedoc (Ermelo,1980) is een beeldend kunstenaar wonend in Nederland. 

## Opleiding en werk
Sedoc een beeldend kunstenaar die twee- en driedimensionale kunstwerken creëert. Ze werkt veel met textiel, tekst en papier, van zeefdruk en posters tot collages en streetwear. Kenmerkend voor haar beeldtaal is een esthetiek vanuit de hiphop en straatcultuur die een oorsprong vindt in ideologieën van Zwarte muziek, protest en literatuur. Vraagstukken rond monetaire ongelijkheid, genderpolitiek en culturele diversiteit vinden een weg in verhalende prints en politieke affiches. 
Als autodidact verwierf Sedoc zichtbaarheid met controversiële T-shirts, ook verzorgde ze grafisch ontwerp voor Patta. Vanaf ’99 creëert ze werk op canvas en sinds 2010 voert ze haar werk uit in een verscheidenheid aan media. Sedoc nam deel aan het masterprogramma Radical Cut Up van het Sandberg Instituut (2017/ 2018). Voor haar afstudeerproject combineerde ze zeefdrukken met onderzoek naar de historische betekenissen van textiel.
Haar werk bestaat uit zeefdrukken, collages, installaties en grafisch ontwerp. Door patronen en iconische beelden met elkaar te combineren, laat ze zien hoezeer persoonlijke en sociale verhalen met elkaar zijn verweven.
Tot op heden voert de in Amsterdam werkzame Sedoc een eigen brand. De naam, Hosselaer, vestigt de aandacht op een aspect dat volgens haar niet onbelangrijk is. De ‘hossel’ staat voor het vergaren van extra inkomsten om te overleven. ‘Bijbaantjes’ worden niet noemenswaardig gevonden maar Sedoc rekent het mee tot haar professionele praktijk als kunstenaar.

## Community Builder
Sedoc identificeert zich met de verhalen van dj’s, mc’s, burgerrechtenactivisten en verschillende culturele gemeenschappen. Dit legt niet alleen de basis voor haar werk, maar bepaalt ook haar houding als community builder.
Er gaat een verbindend karakter uit van Sedocs werk. Dit uit zich in haar actieve rol als het gaat om initiëren van samenkomsten rondom kunst als onderdeel van haar artistieke praktijk. Ze creëert omgevingen waar mensen zich geïnspireerd voelen om met elkaar kunst te maken, workshops te volgen of simpelweg samen te zijn.
In 2022 was Sedoc curator van de tentoonstelling Non-Profit in Nest in Den Haag.
People’s Forum was haar solotentoonstelling dat in 2023 plaatsvond in kunstruimte W139 in Amsterdam. Vernieuwend was de unieke benadering: het publiek gaf vorm aan het werk via een laagdrempelig programma dat onder meer een gratis kunstmarkt en workshops omvatte.

## Musea
In 2017 creëerde Sedoc een site specific werk voor het Van Abbemuseum in Eindhoven. In een tentoonstellingsruimte die de klassieke structuren van de westerse kunstgeschiedenis uitdaagt en niet langer als white cube functioneert, nodigen matten met teksten en zachte zitkubussen voorzien van haar prints uit om neer te strijken. Mensen zitten daarbij laag bij de grond voor een gelijkwaardige omgang.
In 2019 toonde het Hem in Zaandam collages van Sedoc.
De twee werken Lobi e Meki Yu Yeye Gro - Light (2021) en Lobi e Meki Yu Yeye Gro- Dark (2021) zijn aangekocht en te zien in het Stedelijk Museum Amsterdam, als onderdeel van de collectiepresentatie met werken tot 1950. Het zijn Surinaamse angisa’s; doeken om op het hoofd te dragen. De manier waarop ze zijn gevouwen en samengebonden, beschrijft de status of gemoedstoestand van de drager. In een zaal met een portret van de Surinaamse antikoloniale vrijheidsstrijder Anton De Kom (door Piet Zwart, 1931) leggen de angisa’s de relatie met het hedendaagse. Het iconische beeld van De Kom komt terug in de prints, net als de motiverende tekst ‘Liefde vergroot de geest’.
In 2020 vroeg het Stedelijk Museum Amsterdam aan Sedoc of ze een affiche wilde ontwerpen in de strijd tegen racisme en uit solidariteit met de Black Lives Matter beweging. Het resultaat, Black Lives Matter/ No Justice No Peace, 2020, is aangekocht voor de collectie en was te zien in het museum.
Ook opgenomen in de collectie van het Stedelijk museum: het T-shirt dat in productie werd genomen, met op de voorzijde het design van het affiche Black Lives Matter/ No Justice No Peace (2020). Het T-shirt is uitgebracht in een samenwerking tussen Hosselaer en de kledingmerken Daily Paper, Patta, Filling Pieces, Olaf Hussein, Smib en The New Originals. De opbrengsten kwamen ten goede aan Kick Out Zwarte Piet, The Black Archives en Black Queer & Trans Resistance NL.

## Prijs
In 2024 won Sedoc won de Amsterdamprijs, de belangrijkste kunstprijs van Amsterdam. Ze kreeg de prijs Werk van het Jaar waarbij haar werk People’s Forum werd erkend als bijzondere bijdrage aan het culturele leven in de hoofdstad. 
- RKD-Nederlands Instituut voor Kunstgeschiedenis: 517912